# Вілья-дель-Кампо
Вілья-дель-Кампо (ісп. Villa del Campo) — муніципалітет в Іспанії, у складі автономної спільноти Естремадура, у провінції Касерес. Населення — 548 осіб (2010).
Муніципалітет розташований на відстані близько 230 км на захід від Мадрида, 75 км на північ від Касереса.

## Демографія
Динаміка населення (INE ):